# فیگما (نرم‌افزار)
فیگما یک ویرایشگر گرافیکِ بُرداری و ابزار نمونه‌سازی عمدتاً مبتنی بر وب است که قابلیت دسترسی آفلاین از طریق نرم‌افزار مبتنی بر دسکتاپ‌اش برای مک‌اواس و ویندوز را هم ارائه می‌کند. برنامهٔ موبایل فیگما برای اندروید و آی‌او‌اس امکان مشاهده و تعامل با نمونه‌هایی که در فیگما طراحی شده‌اند را نیز فراهم می‌کند. قابلیت‌های فیگما بر روی طراحی رابط کاربری و طراحی تجربهٔ کاربری تمرکز دارند.

## تاریخچه
دیلن فیلد و ایوان والاس در سال ۲۰۱۲ زمانی که در رشتهٔ علوم کامپیوتر در دانشگاه براون مشغول به تحصیل بودند، کار بر روی فیگما را آغاز کردند.
فیلد و والاس در ابتدا ایده‌های مختلفی را امتحان کردند، آنها پیش از توسعهٔ فیگما بر روی نرم‌افزاری برای هواپیماهای بدون سرنشین کار می‌کردند. عمدهٔ موفقیت هستهٔ اولیهٔ فیگما و توجه به آن به‌خاطر ارائهٔ ابزارهای‌اش بر بستر وب بود به‌طوری که یکی از نشریه‌های دانشجویی که توسط دانشگاه براون منتشر می‌شود به این امکان در سال ۲۰۱۲ اشاره می‌کند.
فیگما در ۳ دسامبر ۲۰۱۵ دسترسی به‌صورت آزمایشی و از طریق دعوت‌نامه را آغاز کرد، سپس در ۲۷ سپتامبر ۲۰۱۶ به‌صورت همگانی و رایگان عرضه شد.

## خرید توسط ادوبی
در سپتامبر ۲۰۲۲ شرکت آمریکایی ادوبی، فیگما را به مبلغ ۲۰ میلیارد دلار خریداری کرد اما این قرارداد در دسامبر  همان سال با توافق طرفین فسخ شد.